# 고르고포네
고르고포네(Gorgophone)는 그리스 신화에 나오는 페르세우스와 안드로메다의 딸이다. 그리스인의 조상 헬렌이 님프 오르세이스와의 사이에서 낳은 아이올로스의 아들 페리에레스와 결혼하여 아파레우스와 레우키포스를 낳았다. 페리에레스가 죽은 뒤에 오이발로스와 재혼하여 이카리오스와 틴다레오스 두 아들을 낳았다. 이카리오스는 나중에 트로이 전쟁의 영웅 오디세우스의 아내가 된 페넬로페의 아버지이다.